# Nossa Senhora da Apresentação

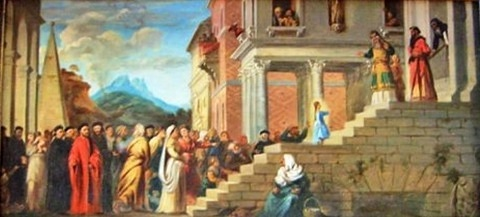
Apresentação de Nossa Senhora no Templo

Nossa Senhora da Apresentação é uma das denominações dadas a Maria, mãe de Jesus pela Igreja Católica. 
A denominação foi criada quando foi instituída a "Festa da Apresentação de Nossa Senhora ao Templo", para comemorar a Apresentação de Maria ao Templo por seus pais, Joaquim e Ana. 
Em Natal, capital do estado brasileiro do Rio Grande do Norte, uma imagem de Nossa Senhora do Rosário encontrada no rio Potenji em 21 de novembro, dia da festa, foi chamada de Nossa Senhora da Apresentação e proclamada padroeira da cidade. Nossa Senhora da Apresentação também é padroeira da cidade de Limoeiro, localizada no Agreste pernambucano, sua festa é celebrada na localidade desde 1711. Em Irajá, Zona Norte da cidade do Rio de Janeiro há uma Paróquia datada de 1613 dedicada a ela, sendo a Igreja mais antiga da cidade e padroeira do bairro.